# Sef Lemelin
Sef Lemelin (* am 10. oder 11. März, vor 2006) ist ein kanadischer Rocksänger und Gitarrist der Post-Rock-Band Your Favorite Enemies.

## Karriere
Sef Lemelin ist ein Gründungsmitglied der kanadischen Rockband Your Favorite Enemies, die sich im Jahr 2006 in Montreal formierte.
Im Jahr 2019 veröffentlichte er sein erstes Solo-Album Deconstruction, welches über das bandeigene Musiklabel Hopeful Tragedy Records veröffentlicht wurde. Die Idee zum Album entstand, als er einige Zeit in Marokko verbrachte. Mit seinem zweiten Album, Deconstruction, gelang ihm auf Anhieb den Einstieg auf Platz eins in den kanadischen Albumcharts. Zudem erreichte Modulation eine Notierung in den australischen Albumcharts, wo es auf Platz 29 einstieg.
Neben seinen Tätigkeiten bei Your Favorite Enemies und als Solomusiker unterstützt Lemelin seinen Bandkollegen Alex Henry Foster in dessen musikalischen Nebenprojekt Alex Foster & The Long Shadows.

## Diskografie

### Mit Your Favorite Enemies
- → Hauptartikel: Your Favorite Enemies#Diskografie

### Solo-Musik
- 2019: Deconstruction (Album, Hopeful Tragedy Records)
- 2021: Modulation (Album, Hopeful Tragedy Records, Sony Music)

## Musikalische Einflüsse
Lemelin erklärte in einem 2020 geführten Interview, dass er mit Musikrichtungen wie Post-Rock und Shoegazing, Bands wie Sonic Youth und Branca oder Musikern wie Nick Cave zunächst nichts anzufangen wusste, da er als Metalhead aufgewachsen ist und jahrelang versuchte, ein ähnliches Gitarrenspiel wie Yngwie Malmsteen zu erreichen. Mit der Zeit konnte er sich aber mit dieser Musik anfreunden.